# Lucien Cooremans
Lucien Georges François Philippe Cooremans (Sint-Gillis, 1 september 1899 - Brussel, 22 februari 1985) was een Belgisch liberaal politicus.

## Levensloop
Hij was de zoon van apotheker Armand Cooremans en Emma Dons. Cooremans promoveerde tot doctor in de rechten en werd licentiaat in de economische en de financiële wetenschappen aan de ULB. Hij werd beroepshalve advocaat en hoogleraar aan de ULB en was ook vrijmetselaar.
Van 1928 tot 1934 was hij privésecretaris van minister van Buitenlandse Zaken Louis Hymans, waarna hij in 1940 enkele maanden secretaris was van minister van Justitie Paul-Emile Janson. Tijdens de Tweede Wereldoorlog was hij de nationale chef van de dienst Inlichtingen voor de Belgische Regering in Londen, waarmee hij in feite deel uitmaakte van het Verzet.

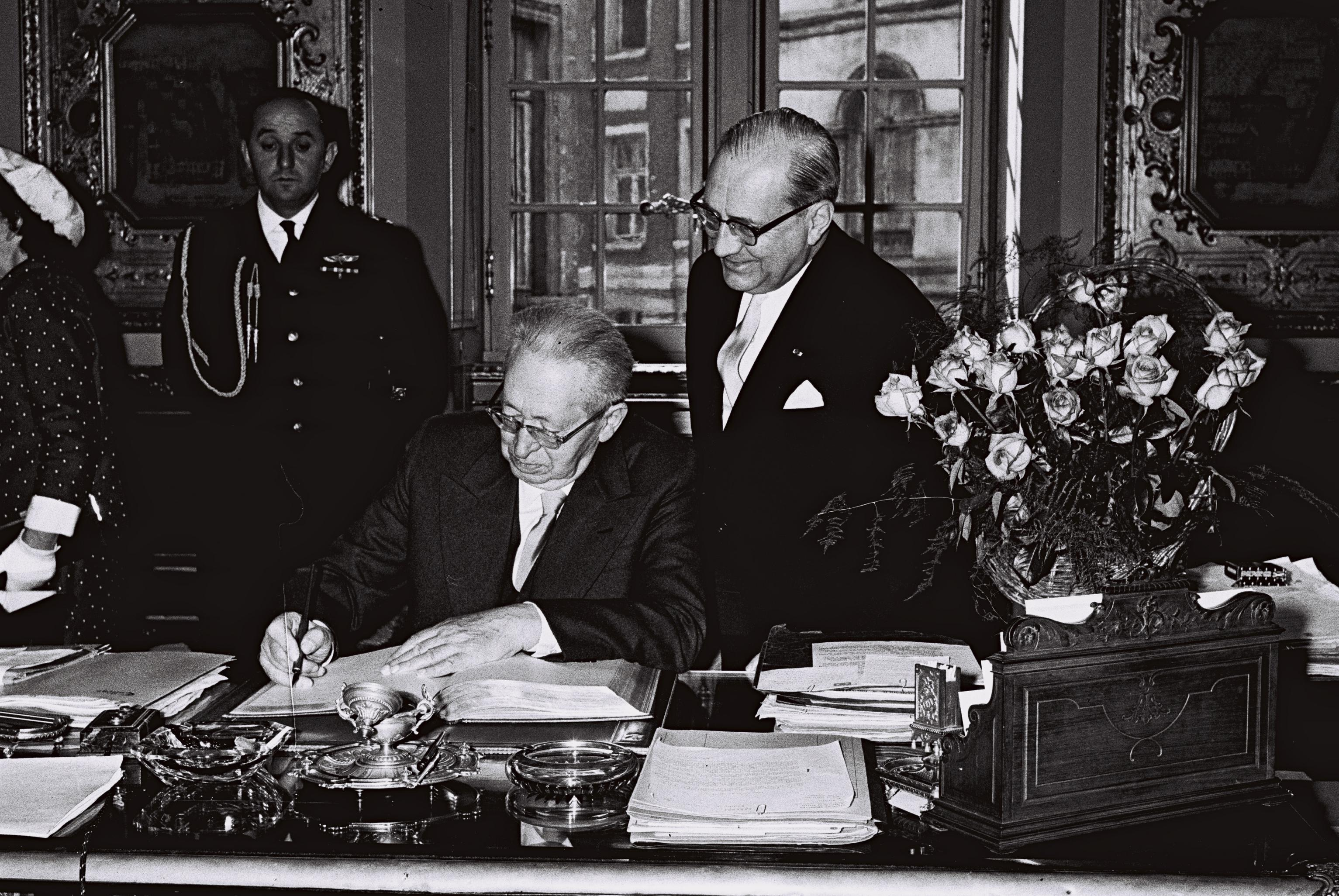
Ben Zvi, de president van Israel en Lucien Cooremans

Hij werd politiek actief voor de Liberale Partij en vervolgens de PVV-PLP. Voor deze partij werd hij in 1933 verkozen tot gemeenteraadslid van Brussel, waar hij van 1945 tot 1956 schepen en van 1957 tot 1975 burgemeester was. In 1976 verliet hij de Brusselse gemeenteraad. Als burgemeester van Brussel was hij de voorzitter van Expo 58.
Bovendien zetelde hij van 1944 tot 1946 en van 1949 tot 1960 voor het arrondissement Brussel in de Kamer van volksvertegenwoordigers.